# Mountain District
Mountain District – osada (buurt) na wyspie Sint Eustatius, w Holandii Karaibskiej. Liczy 240 mieszkańców (1 stycznia 2024).